# Выголка
Вы́голка — деревня Грызловского сельского поселения Долгоруковского района Липецкой области.

## География
Деревня Выголка находится в северной части Долгоруковского района, в 23 км к северу от села Долгоруково. Располагается на правом берегу реки Быстрая Сосна.

## История
Выголка возникла не позднее 2-й половины XVIII века. Впервые упоминается в «Экономических примечаниях Елецкого уезда» 1778 года как «деревня Выголка, 12 дворов крестьян-однодворцев, на правом берегу реки Сосны». В основе названия — слово голый. Селение на голой, безлесной местности.
В «Списке населенных мест» Орловской губернии 1866 года, отмечена как «деревня казённая Выголка (Выгольная) при реке Сосне, 32 двора, 197 жителей».
В 1905 году деревня Выголка значится в приходе церкви Архангела Михаила села Хмелевое.
В переписи населения 1926 года значится как центр сельсовета, 86 дворов, 409 жителей. В 1932 году — 520 жителей.
В 1928 году Выголка вошла в состав Долгоруковского района Елецкого округа Центрально-Чернозёмной области. После разделения ЦЧО в 1934 году Долгоруковский район вошёл в состав Воронежской, в 1935 — Курской, а в 1939 году — Орловской области. С 6 января 1954 года в составе Долгоруковского района Липецкой области.

## Население
| 2010 |
| ---- |
| 22   |

## Транспорт
Выголка связана грунтовыми дорогами с деревнями Маховщина и Набережная Первая.